# Aérodrome de Léré
Pour les articles homonymes, voir Léré.
L'aérodrome de Léré est un aérodrome à usage public situé près de Léré, Mayo-Kebbi Ouest, Tchad.